# Marie-Luise Jahn
Marie-Luise Jahn, seit 1954 Marie-Luise Schultze-Jahn (* 28. Mai 1918 in Gut Sandlack/Kreis Friedland; † 22. Juni 2010 in Bad Tölz) war eine deutsche Widerstandskämpferin gegen den Nationalsozialismus. Ab 1940 studierte sie Chemie in München. Nach der Hinrichtung der Anführer der Widerstandsgruppe Weiße Rose im Februar 1943 sorgte sie zusammen mit Hans Leipelt dafür, dass das letzte Flugblatt der Weißen Rose weiterhin verbreitet wurde. Der Volksgerichtshof verurteilte sie im Oktober 1944 zu zwölf Jahren Zuchthaus. Nach dem Krieg studierte Marie-Luise Jahn Medizin und arbeitete ab 1969 als Ärztin in Bad Tölz. Von 1987 bis 2002 war sie Vorstandsmitglied der Weiße Rose Stiftung. Danach engagierte sie sich im Weisse Rose Institut e. V.

## Leben und Wirken

### Herkunft und Schulzeit
Marie-Luise Jahn wuchs als ältestes Kind mit zwei Brüdern auf dem elterlichen Landgut in Sandlack im damaligen Ostpreußen auf. Der Vater konnte ihnen als wohlhabender Grundbesitzer eine weitgehend unbeschwerte Kindheit ermöglichen, Unterricht erteilte eine Hauslehrerin. Zwischen 1934 und 1937 absolvierte Jahn das Internat Königin-Luise-Stiftung in Berlin, das sie erfolgreich mit dem Abitur abschloss.

### Entwicklung zur Widerstandskämpferin
Am 9. November 1938 erlebte sie in der Reichshauptstadt die Ausschreitungen der Pogromnacht mit, die ihr eine bleibende Erinnerung blieben. Sie sah, wie auf offener Straße Menschen, zumeist jüdischer Abstammung, aus ihren Häusern gezerrt und misshandelt wurden. Danach begann sie, sich Gedanken über die Politik zu machen, und verstand nun auch die Aussage ihres Vaters nach der Ernennung Hitlers zum Reichskanzler, dass sich nunmehr alles ändern werde.
Um ein Studium antreten zu können, leistete Jahn von April bis Oktober 1939 in der Nähe der deutsch-polnischen Grenze ihren Arbeitsdienst auf einem Bauernhof ab. Im Februar 1940 begann sie in München ein Chemiestudium am Staatslabor der Universität München, das unter der Leitung des Nobelpreisträgers Heinrich Wieland stand. Hier lernte sie um die Jahreswende 1941/1942 den Studenten Hans Leipelt kennen. Er hatte in Hamburg gewohnt, konnte dort jedoch nicht mehr studieren. Da seine Mutter Jüdin war, galt er gemäß den rassistischen Kategorien der Nationalsozialisten als „Halbjude“. Aufgrund der NS-Vorgaben durften Juden und zumeist auch sogenannte Halbjuden nicht mehr studieren. Wieland setzte sich in München über das Verbot hinweg und ermöglichte halbjüdischen Studenten den Universitätsbesuch. Hans Leipelt besaß viele zu seiner Zeit verbotene Bücher. Das gemeinsame Interesse an Literatur machte Jahn und Leipelt zunächst zu Freunden, dann zu einem Liebespaar. Sie trafen sich oft abends im Englischen Garten, um ungestört reden zu können. 
Hans Leipelt erhielt im Februar 1943 das sechste Flugblatt der Weißen Rose mit der Post und zeigte es Jahn. Dass es von der Weißen Rose stammte, erfuhren sie, als die Geschwister Scholl und Christoph Probst verhaftet und am 22. Februar hingerichtet wurden. Sie entschlossen sich nun zum gemeinsamen Handeln. Sie tippten das Flugblatt mehrfach und mit Durchschlägen ab, ergänzten die Überschrift „… und ihr Geist lebt trotzdem weiter!“ und verteilten die Exemplare zusammen mit anderen Studenten an gute Bekannte in München. Im April fuhren Leipelt und Jahn nach Hamburg. Dort gaben sie das Flugblatt an Leipelts Freunde weiter (siehe auch Weiße Rose Hamburg). Zudem beschlossen beide, für die Witwe und die Kinder des hingerichteten Kurt Huber Geld zu sammeln. Diese Sammelaktion wurde später der Gestapo bekannt.

### Verhaftung und Verurteilung
Am 8. Oktober 1943 wurde Hans Leipelt verhaftet. In der Folge wurden weitere Personen aus seinem Umfeld verhaftet, darunter am 18. Oktober auch Jahn. Beim Verhör wurden ihr die Briefe vorgelegt, die sie an Hans Leipelt geschrieben hatte, so dass ein Abstreiten ihrer Regimekritik unmöglich wurde. Ein Bekannter vermittelte Jahn einen Anwalt.
Am 13. Oktober 1944 fand der Prozess vor dem Volksgerichtshof statt. Wegen der Luftangriffe auf München war er nach Donauwörth verlegt worden. Verhandelt wurde gegen Leipelt und Jahn sowie Valentin Freise und vier weitere Angeklagte wegen ihrer Beteiligung an der Verbreitung des Flugblatts. Die Anklage gegen Leipelt lautete „Vorbereitung zum Hochverrat in Tateinheit mit Wehrkraftzersetzung, Feindbegünstigung und Rundfunkverbrechen“. Die Staatsanwaltschaft forderte für ihn und Jahn die Todesstrafe samt Ehrverlust auf Lebenszeit sowie für Freise und zwei weitere Angeklagte mehrjährige Haftstrafen und Ehrverlust; zwei Angeklagte sollten freigesprochen werden. Heinrich Wieland trat als Entlastungszeuge für alle Angeklagten auf. Leipelt nahm in der Verhandlung alle Schuld auf sich, um Jahn zu entlasten. Bei drei Angeklagten war das verhängte Strafmaß geringer als von der Staatsanwaltschaft gefordert, so auch bei Jahn. Sie wurde zu zwölf Jahren Zuchthaus und elf Jahren Ehrverlust verurteilt. Leipelt wurde zum Tode verurteilt. Er wurde am 29. Januar 1945 in München-Stadelheim hingerichtet. Die Verfahren gegen Mirjam David und einen weiteren Chemiestudenten, ebenfalls wegen des Flugblatts, waren abgetrennt worden und wurden daher nicht in Donauwörth verhandelt.
Marie-Luise Jahn war von Oktober 1943 bis Mai 1945 im Gefängnis von Aichach inhaftiert. Dort kam sie mit anderen politischen Gefangenen in Kontakt.

### Nachkriegszeit
Am 29. April 1945 befreiten US-Soldaten das Zuchthaus. Nach ihrer Entlassung war ihr der Weg in die alte Heimat, die von sowjetischen Truppen besetzt war, versperrt. Mit Mühe erlangte sie eine Arbeitsstelle – sie galt noch immer als Hochverräterin – bei einer US-amerikanischen Behörde in Bayreuth. Sie studierte Medizin an der Universität Tübingen und promovierte 1953.
Seit ihrer Eheschließung mit dem Chemiker Hans Schultze hieß sie Marie-Luise Schultze-Jahn. 1954 trennte sich das Ehepaar. Ab 1969 war sie als Ärztin für Innere Medizin mit eigener Praxis in Bad Tölz tätig. 1988 gab sie die Praxis auf, um sich ganz dem Erinnern und Mahnen zu widmen.

### Aktivitäten in Organisationen des Gedenkens
Von 1987 bis 2002 war sie Vorstandsmitglied der Weiße Rose Stiftung. 2002 schied sie als Schatzmeisterin nach Streitigkeiten mit der Geschäftsführung aus dem Vorstand der Weiße Rose Stiftung aus. Im Mai 2003 zählte sie zu den Gründungsmitgliedern des Vereins Weisse Rose Institut e. V.
Im Februar 1999 hielt sie die Festrede bei der Feier anlässlich der Umbenennung der Hauptschule in Aichach in Geschwister-Scholl-Hauptschule. Sie gab Zeitzeugeninterviews vor allem in Schulen, beispielsweise in der Realschule Vaterstetten, aber auch in Kirchen. Sie setzte sich für ein Todesmarsch-Denkmal an der Mühlfeldkirche in Bad Tölz ein und regte an, mit „Ge(h)denksteinen“ im Stadtbild an ehemalige jüdische Mitbürger zu erinnern.
Marie-Luise Schultze-Jahn starb im Juni 2010 im Alter von 92 Jahren in Bad Tölz. Sie wurde auf dem Friedhof am Perlacher Forst in München bestattet.

## Auszeichnungen und Gedenken
- 2002: Bayerischer Verdienstorden

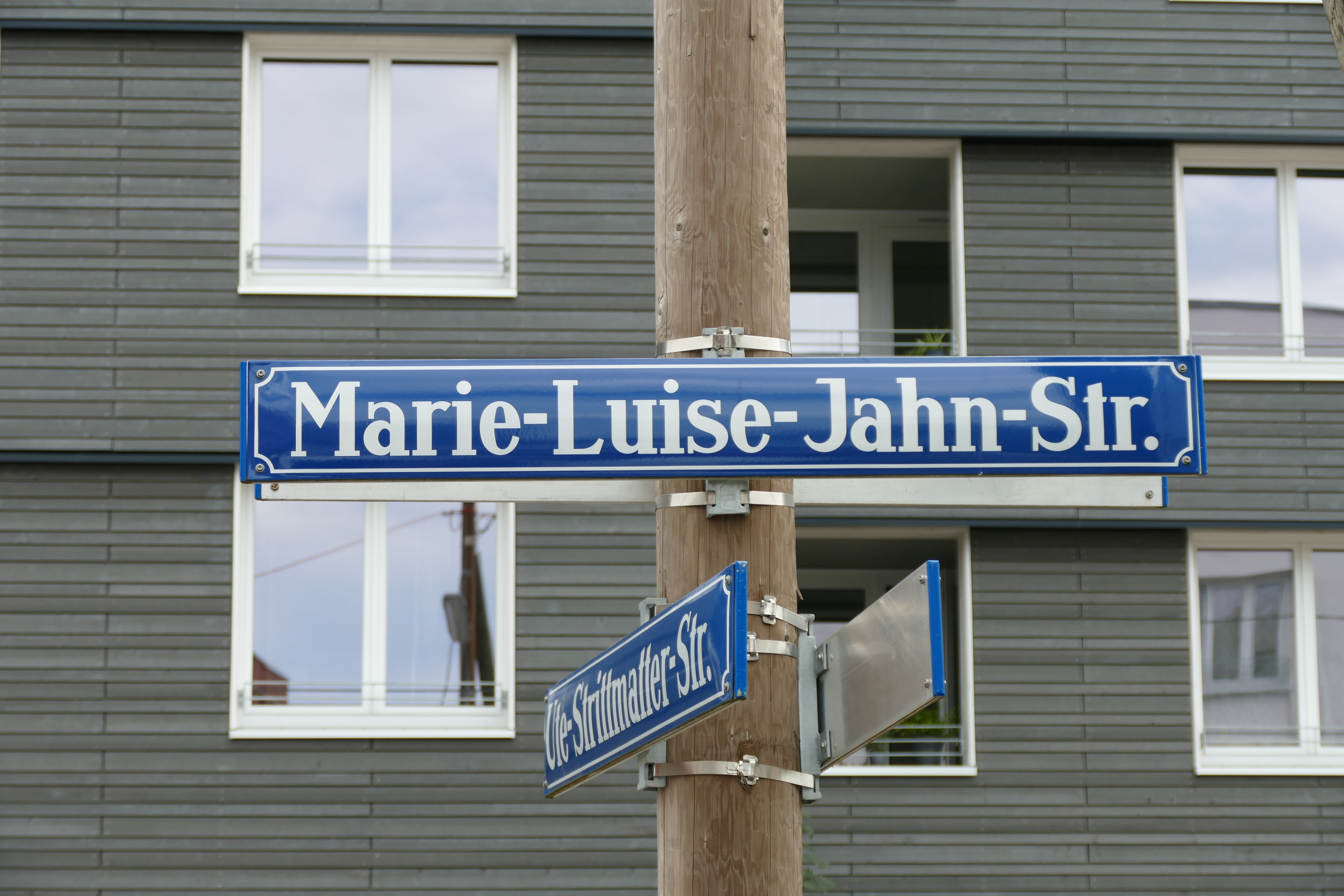
Straßenschild der Marie-Luise-Jahn-Straße in München-Freiham

- 2003: Ehrentafel auf einem großen Stein in Bad Tölz, „in Würdigung ihres engagierten Widerstandes im 3. Reich und ihres unermüdlichen Einsatzes für das ‚Nichtvergessen‘ danach“[13]
- 2008: Isar-Loisach-Medaille des Landkreises Bad Tölz-Wolfratshausen[14]
- Seit 2016 erinnert eine Gedenkstele des WiderstandsDenkmals am Platz der Freiheit in München an Marie-Luise Schultze-Jahn.[15]
- 2019 wurde eine Straße in München-Freiham nach ihr benannt.[16][17]
- Im Oktober 2020 wurde ein sonderpädagogisches Förderzentrum in Bad Tölz in Marie-Luise-Schulze-Jahn-Schule umbenannt.[18]

## Schriften
- Marie-Luise Schultze-Jahn (unter Mitarbeit von Anne-Barb Hertkorn): … und ihr Geist lebt trotzdem weiter! Widerstand im Zeichen der Weißen Rose. 2. Auflage. Metropol Verlag, Berlin 2004, ISBN 3-936411-25-5 (Bibliothek der Erinnerung, Band 10).

## Filmdokumentation
- Katrin Seybold, Ula Stöckl: Die Widerständigen – „Also machen wir das weiter“, Deutschland 2015.[19]